# Heinrich von Staden
Heinrich von Staden ou Staden (allemand : Heinrich von Staden ; russe : Генрих фон Штаден 1542 - après 1580) est un aventurier allemand, opritchnik, du tsar Ivan le Terrible. Il est l'auteur de plusieurs ouvrages consacrés à la Russie et publiés pour la première fois en 1917 sous le titre général de Écrits sur Moscou.

## Livonie
Von Staden nait dans une famille bourgeoise de la ville d'Ahlen, proche de Münster. Il se prépare à devenir prêtre, mais durant ses études au gymnase il se querelle avec un condisciple et lui porte un coup de poinçon au bras. Craignant des poursuites pénales il s'enfuit à Lübeck chez un cousin. Là, il participe à des travaux de constructions des remparts de la ville, puis il part à Riga exécuter le même genre de travail et où l'on craignait l'arrivée d'Ivan le Terrible. Espérant trouver une activité plus rentable Von Staden se met au service de différents propriétaires fonciers dans des régions de Livonie, où à la suite des guerres le pays est dans la misère. Il y tente, sans grand succès, de s'occuper de commerce. En 1564, il est à Valmiera, réunie depuis peu de temps à la république des Deux Nations. Il participe à des raids vers la ville de Tartu, occupée par les forces russes. Mais pour ne pas avoir partagé un butin après une expédition il est jeté en prison. Désireux de retrouver sa liberté, il prend alors la décision de se rendre dans le tsarat de Russie.

## Russie
Depuis Tartu, von Staden se rend à Moscou, où il fait tout de suite grande impression parmi les courtisans. Il est d'abord accepté comme interprète au Bureau des ambassadeurs, puis on lui octroie le droit de participer à la zemchtchina et le droit de distiller de l'alcool, de brasser de la bière et de recueillir du miel. Plus tard ses propriétés sont reprises dans l'opritchnina, et von Staden, s'étant trouvé des amis influents, qui le protégeaient est placé à la tête d'une petit détachement d'hommes armés appelé drougine ou opritchniki. Avec d'autres détachements il prend part à la campagne contre la ville de Veliki Novgorod durant l'hiver 1569—1570 et revient avec un énorme butin grâce à des raids dans des villages et des monastères. On lui attribue le nom d'André Volodimirovitch. Il se paye de nouvelles résidences à Moscou et y accroit son influence. Après l'attaque sur Moscou du khanat de Crimée, en 1572 sous la conduite de Devlet Ier Giray, il perd toutefois une partie de ses propriétés. Il quitte alors la capitale, part à Rybinsk, puis il poursuit vers la région des Pomors (1574—1575) ; il y vit dans les villes du nord, s'occupant de commerce de fourrure et passe sans doute par Vologda, Belozersk, Kargopol et Kola. En 1576, il quitte la Russie sur un navire étranger et va en Hollande. En tout il a vécu près de 12 ans en Russie de 1564 à 1576 dont 6 ans dans l'oprichtchina.

## Europe

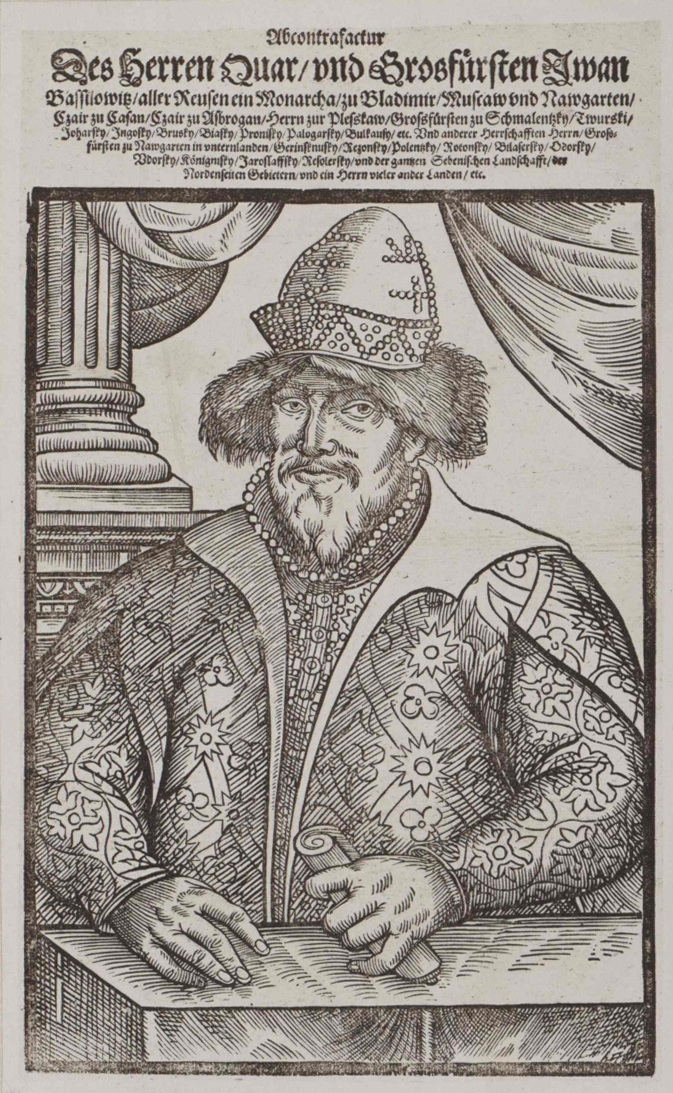
Le Tsar Ivan le Terrible.

Staden revient en Europe en passant par l'Allemagne et la Suède et finalement il arrive dans le Vosges, à La Petite-Pierre, la résidence du comte palatin Georges Hans Veldentski. Introduit chez le comte palatin, il l'intéresse beaucoup par ses histoires et lui compile une description de Moscou en 1577-1578 sous le titre de :Terre et gouvernement des moscovites, ouvrage rédigé par Heinrich vos Staden . Ce recueil est une description très précieuse et, à de nombreux égards, unique de la Russie du XVIe siècle. Malgré sa sincérité, l'auteur fait toutefois preuve de partialité en considérant les moscovites comme des infidèles et Ivan le Terrible comme un tyran épouvantable. Dans son recueil il livre les projets d'occupation militaire de Kola et Onega, ce qui a servi de sujet à une correspondance diplomatique tumultueuse de la part du comte palatin. En sa qualité de diplomate Staden prend part à des rencontres avec le grand maître de l'ordre Teutonique Heinrich von Bobenhausen, avec la roi de Pologne Étienne Báthory ainsi qu'avec l'empereur du Saint-Empire romain germanique Rodolphe II, entre septembre 1578 et janvier 1579. L'empereur s'intéresse au projet de transformer la Moscovie en province impériale. C'est à la demande de ce dernier que Staden retravaille ses récits et les présente de manière regroupée en un seul manuscrit. La trace de Staden se perd après 1579.

## Les écrits sur Moscou; étude et critique
Les écrits de Staden n'ont été introduit dans la documentation scientifique qu'en 1917 et traduits en russe en 1925. Leur fiabilité ne fait pas l'unanimité parmi les chercheurs et ils font toujours l'objet de discussions entre eux.
L'historien Stepan Vesselovski (1876-1952) analyse et apprécie les Écrits de Moscou de façon fort critique. L'historien de Saint-Pétersbourg Daniil Alchits (1919-2012), en comparant les textes de Staden avec la réalité de source différente arrive à la conclusion que l'aventurier n'appartenait pas à l'opritchnina, n'était pas un opritchnik mais s'était fait passer pour tel aux yeux de l'empereur Rodolphe II, pour se faire valoir à ses yeux le destinataire et commanditaire de son recueil. Selon Alchits beaucoup de récits de Staden sur Ivan le Terrible rappellent les histoires du baron de Münchhausen. Ruslan Skrynnikov (1931-2009) est du même avis à propos de la fiabilité des récits de Staden.
Vladimir Kobrin historien (1930-1990) a par contre une haute opinion de la valeur des récits de Staden:
« Parmi la valeur des récits de von Staden en tant que source historique il y a le fait que l'auteur est tellement dépourvu de moralité qu'il n'a honte de rien même de ses actes les plus vils et n'essaye en rien d'enjoliver quoi que ce soit. C'est de là que vient l'authenticité de ses souvenirs »
À la suite de pillages dans l'opritchnika, Heinrich Staden raconte ainsi que, parti avec un seul cheval, il en ramena pas moins de quarante neuf.
Le poète Vladislav Khodassevitch appelle Staden le « Karl Radek du XVIe siècle ».

## Image de von Staden au cinéma
- « Tsar » (Russie ; 2009) réalisateur Pavel Lounguine, dans le rôle de von Staden Ville Haapasalo (en).